# الغوابين
الغوابين هي إحدى قرى مركز فارسكور التابع لمحافظة دمياط بجمهورية مصر العربية.
من أعلامها د عبد الحليم منتصر.